# Alcatel-Lucent Enterprise
Alcatel-Lucent Enterprise  es una multinacional tecnológica con sede en Colombes (París), Francia. La empresa desarrolla y vende soluciones de telecomunicaciones, y de redes redes y los servicios para desplegar en instalaciones, en la nube e híbridos. Jack Chen ejerce como consejero delegado (CEO) desde abril de 2016.

## Historia

### Orígenes
El 1 de octubre de 2014, la división Alcatel-Lucent Enterprise se separó de la empresa matriz Alcatel-Lucent y se convirtió en una empresa privada independiente. El inversor China Huaxin Post and Telecommunication Economy Development Center (que posteriormente pasó a llamarse China Huaxin Post and Telecom Technologies) compró el 85 % de sus acciones por 202 millones de euros (254 millones de dólares estadounidenses) y Alcatel-Lucent se quedó con el 15 % de las acciones.
En 2019, Alcatel-Lucent Enterprise celebró su centenario. Los orígenes de la compañía se remontan a 1919, cuando el inventor Aaron Weil creó el "téléphone privé", o teléfono privado.

## Asuntos corporativos

### Marca
Alcatel-Lucent Enterprise sigue utilizando la marca Alcatel-Lucent, ahora con licencia de Nokia, que compró Alcatel-Lucent en 2015. 

### Cultura corporativa
La empresa participa en la mayor iniciativa de sostenibilidad empresarial del mundo, el Global Compacto y está vinculada con prácticas empresariales responsables. Nos comprometemos a realizar y cumplir operaciones conformes y en cumplimiento de la ley, y a respetar los estándares más rigurosos de protección del medio ambiente en todo el mundo.
Entre las medidas de responsabilidad social de la empresa que se han documentado en todo el mundo figuran las siguientes:
- Mercy Ships, al que proporciona soluciones de comunicaciones y de red para apoyar su labor humanitaria, de ayuda a quienes necesitan acceder a cuidados médicos que salvan vidas.
- Qhubeka para ayudar con bicicletas a los niños sudafricanos a ir a la escuela.

### Código de Conducta
El código de conducta de Alcatel-Lucent Enterprise describe 12 puntos de responsabilidad que incluyen aspectos como la ética, la integridad y el cumplimiento. Tanto empleados como directivos de ALE están sujetos a estas normas.

### Instalaciones
La sede de Alcatel-Lucent Enterprise está en Colombes, Francia, a las afueras de París. Además, ALE tiene empleados y oficinas en más de 46 países de todo el mundo.